# FK LAFC Lučenec
Maillots
Le LAFC Lučenec est un club slovaque de football. Il est basé à Lučenec.